# Rezerwat przyrody Ławski Las I
Rezerwat przyrody Ławski Las I – rezerwat przyrody położony na terenie gminy Wąsosz w województwie podlaskim, na peryferiach rzeki Wissy, w pobliżu basenu środkowej Biebrzy. Leży na gruntach Skarbu Państwa, będących w zarządzie Nadleśnictwa Rajgród.
- Powierzchnia według aktu powołującego: 108,93 ha[2]; powierzchnia według najnowszego aktu prawnego: 109,35 ha[1].
- Rok powstania: 1998
- Rodzaj rezerwatu: leśny[1]
- Przedmiot ochrony: fragmenty olsu i łęgu jesionowo-olszowego[1][2].

Na mocy obowiązującego planu ochrony ustanowionego w 2007 roku, obszar rezerwatu objęty jest ochroną czynną.
W pobliżu znajduje się rezerwat „Ławski Las II”; oba rezerwaty są ostoją licznych ptaków – w sumie naliczono w nich aż 129 gatunków. Rezerwaty te leżą poza granicami wielkoobszarowych form ochrony przyrody.